# Bernhard Reitz

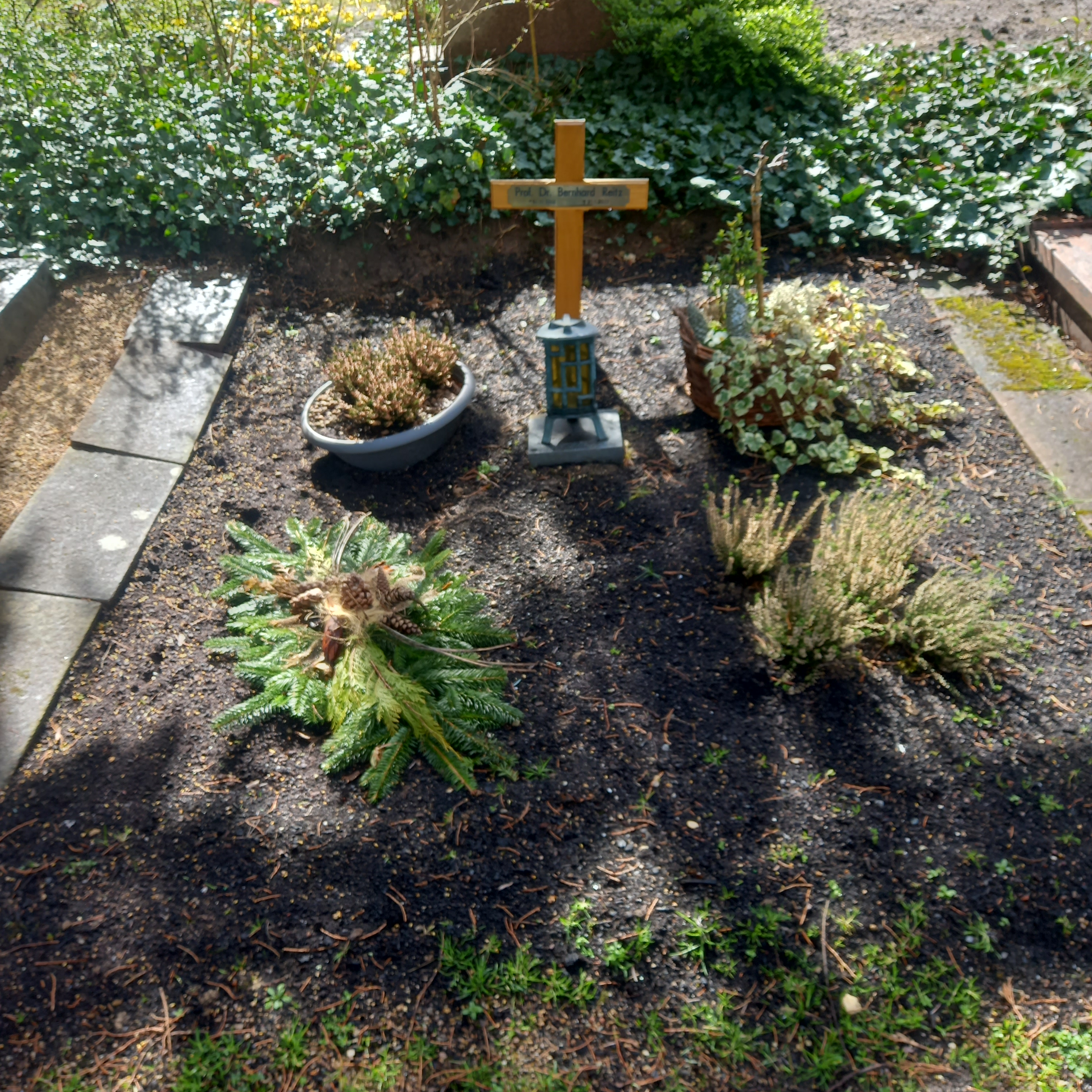
Das Grab von Bernhard Reitz auf dem Südfriedhof (Frankfurt am Main)

Bernhard Reitz (* 14. November 1946 in Frankfurt am Main; † 31. Januar 2022 ebenda) war ein deutscher Anglist.

## Leben
Er studierte Studium von Anglistik, Geschichte und Politologie in Frankfurt. Nach der Promotion 1975 wurde er in Gießen 1982 Akademischer Rat und 1988 Akademischer Oberrat. Er habilitierte sich 1988 für Neuere englische und amerikanische Literatur. Seit 1995 lehrte er in Mainz.

## Schriften (Auswahl)
- Das Problem des historischen Romans bei George Eliot. Bern 1975, ISBN 3-261-01750-3.
- The stamp of humanity. Individuum, Identität, Gesellschaft und die Entwicklung des englischen Dramas nach 1956. Trier 1993, ISBN 3-88476-097-1.